# Phengaris intermedia
Phengaris intermedia är en fjärilsart som beskrevs av Charles Oberthür 1916. Phengaris intermedia ingår i släktet Phengaris och familjen juvelvingar. Inga underarter finns listade i Catalogue of Life.

## Bildgalleri

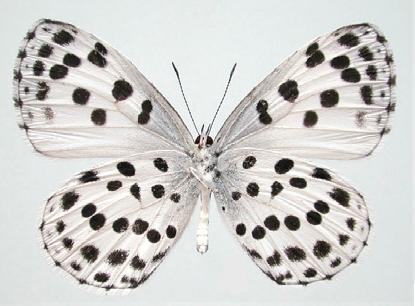